# Orlando Nannini
Orlando Hippolito Nannini (Buenos Aires, 12 luglio 1937) è un ex schermidore argentino specialista del fioretto.

## Biografia
Ha partecipato ai Giochi della XVIII Olimpiade di Tokyo nel 1964 ed ai Giochi della XIX Olimpiade di Città del Messico nel 1968

## Palmarès
In carriera ha conseguito i seguenti risultati:
- Giochi panamericani:

San Paolo 1963: argento nel fioretto a squadre.
Winnipeg 1967: oro nel fioretto a squadre e bronzo individuale.